# Kim Nguyen
Kim Nguyen é um roteirista e cineasta canadense. Como reconhecimento, foi nomeado ao Oscar 2013 na categoria de Melhor Filme Estrangeiro por Rebelle.